# أوليفر باسكوم
أوليفر باسكوم هو سياسي أمريكي، ولد في 13 يونيو 1815، وتوفي في 7 نوفمبر 1869. نشط حزبياً في الحزب الديمقراطي.